# Marcel Rohrbach
Marcel Rohrbach (* 8. April 1933 in Molles; † 14. März 2012 in Vélizy-Villacoublay) war ein französischer Radrennfahrer.
Marcel Rohrbach war Profi von 1957 bis 1963. Gleich in seinem ersten Profijahr gelang ihm sein größter Einzelerfolg, als er das Rennen Critérium du Dauphiné für sich entschied. Zweimal (1957 und 1962) wurde er französischer Vizemeister im Straßenrennen und belegte bei der Tour de France 1960 den Platz neun und in der Bergwertung Platz zwei.